# Харис (Ајова)
Харис (енгл. Harris) град је у америчкој савезној држави Ајова. По попису становништва из 2010. у њему је живело 170 становника.

## Демографија
Према попису становништва из 2010. у граду је живело 170 становника, што је -30 (-15.0%) становника више него 2000. године.
| Група             | 2000.       | 2010.       |
| Белци             | 190 (95,0%) | 164 (96,5%) |
| Афроамериканци    | 0 (0,0%)    | 0 (0,0%)    |
| Азијати           | 0 (0,0%)    | 0 (0,0%)    |
| Хиспаноамериканци | 8 (4,0%)    | 2 (1,2%)    |
| Укупно            | 200         | 170         |